# 李巨川
李巨川（854年—901年），字下己，號觀濤，陇西郡狄道县（今甘肃省定西市临洮县）人，出自陇西李氏姑臧房，為唐僖宗時進士，文采昂揚，長於檄文、奏表。曾任諫議大夫、華州節度副使，被朱溫所害，歿後，被甘肅地區奉祀為雷神、鄉土神，稱之雷都光耀大帝。

## 簡介
李巨川是唐宰相李逢吉之曾侄孫，先祖是唐太宗「十八學士」之一的李玄道。李巨川長於文筆，乾符時登進士，因為急於功名利祿，因此投奔藩鎮諸侯。
初是河中節度使王重榮的幕僚，王重榮征討黃巢時的奏章與檄文，多出其手。重榮死於兵變後，李巨川被發配到漢中，興元節度使楊守亮大喜，錄用於幕府，稱：「上天賜給我李書記啊！」楊守亮與樞密使楊復恭舉事，為華州節度使韓建所擒後，巨川亦是戰俘，题诗于葉子上送给韩建，文词甚哀，韩建欣然释放了他，命为掌书记，后为韩建从事。。
鳳翔節度使李茂貞與唐昭宗不和，發兵攻擊唐昭宗，韓建乘機劫持了昭宗到華州，隨行宰相们王抟、孙偓、陆扆害怕韩建，不敢专断政事。八月，昭宗下诏韩建参与议论朝政，韩建上表坚辞，于是作罢。韩建遣李巨川传檄天下诸藩镇，让他们把资粮运到華州行在，协助修缮京城，唐昭宗很重視他的文筆，「即時巨川之名聞於天下」。後來唐昭宗回到長安，特授予李巨川諫議大夫的頭銜。
901年韩建以判官司马鄴為留后，但朱溫军逼近，司马邺立刻乞降，司马邺還代表朱溫到华州勸降韩建，並恐嚇如果不投降，就要攻打韩建，韓建只好派遣时任节度副使的李巨川请降，並欲献給朱溫白银三万两。已致仕的宰相张濬勸朱溫殺了长期与李茂贞结盟的韩建。朱溫大军到华州城下，韩建惊惶失措。朱溫派副典客马嗣勋入见韩建说降，韩建单骑与他同出，迎谒朱溫，朱溫當面責罵韩建以往的过失，韩建推脫说：“韩建不识字，表章书檄都是李巨川所为。”把责任都推给李巨川，朱溫因此斬殺了巨川。
《舊唐書·李巨川傳》則稱朱溫的文膽敬翔，害怕自己的工作被李巨川取代，刻意進讒言道說：“李諫議的文章實在不錯，只是都害了他的主公。”朱溫才決定要處決巨川。